# Devon (Alberta)
Pour les articles homonymes, voir Devon.
Devon est une ville (town) canadienne de la province d'Alberta.

## Démographie
| 2001  | 2006  | 2011  | 2016  |
| ----- | ----- | ----- | ----- |
| 4 969 | 6 256 | 6 515 | 6 578 |